# Kapuścino (rejon wołożyński)
Kapuścino (biał. Капусціна; ros. Капустино) – wieś na Białorusi, w obwodzie mińskim, w rejonie wołożyńskim, w sielsowiecie Wołożyn, przy drodze magistralnej  i drodze republikańskiej .
W dwudziestoleciu międzywojennym leżało w Polsce, w województwie nowogródzkim, w powiecie wołożyńskim.